# أوداناك (كيبك)
أوداناك (بالإنجليزية: Odanak)‏ هي Indian reserve in Canada تقع في كندا في Nicolet-Yamaska Regional County Municipality. يقدر عدد سكانها بـ 457 نسمة ومساحتها 5.70 كم2 .